# Türi

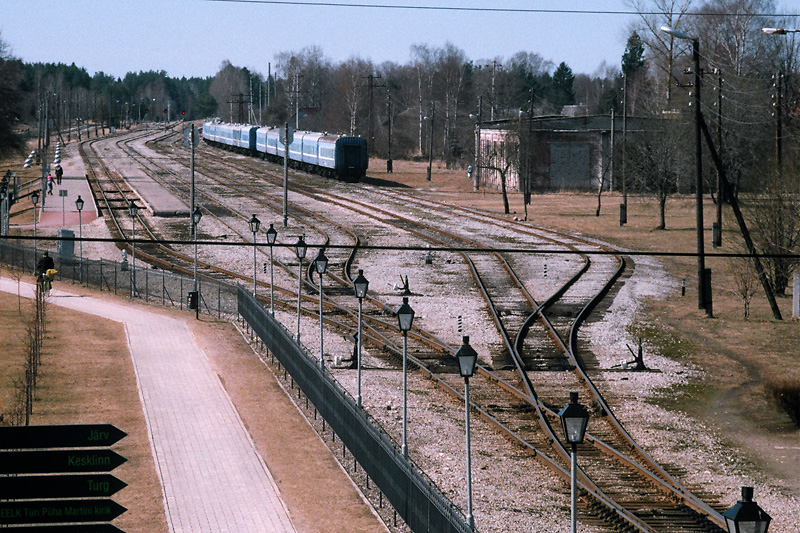
Estación de ferrocarril de Türi.

Türi (en alemán Turgel) es una ciudad del centro de Estonia, situado en el condado de Järva, es la segunda por población del condado.

## Historia

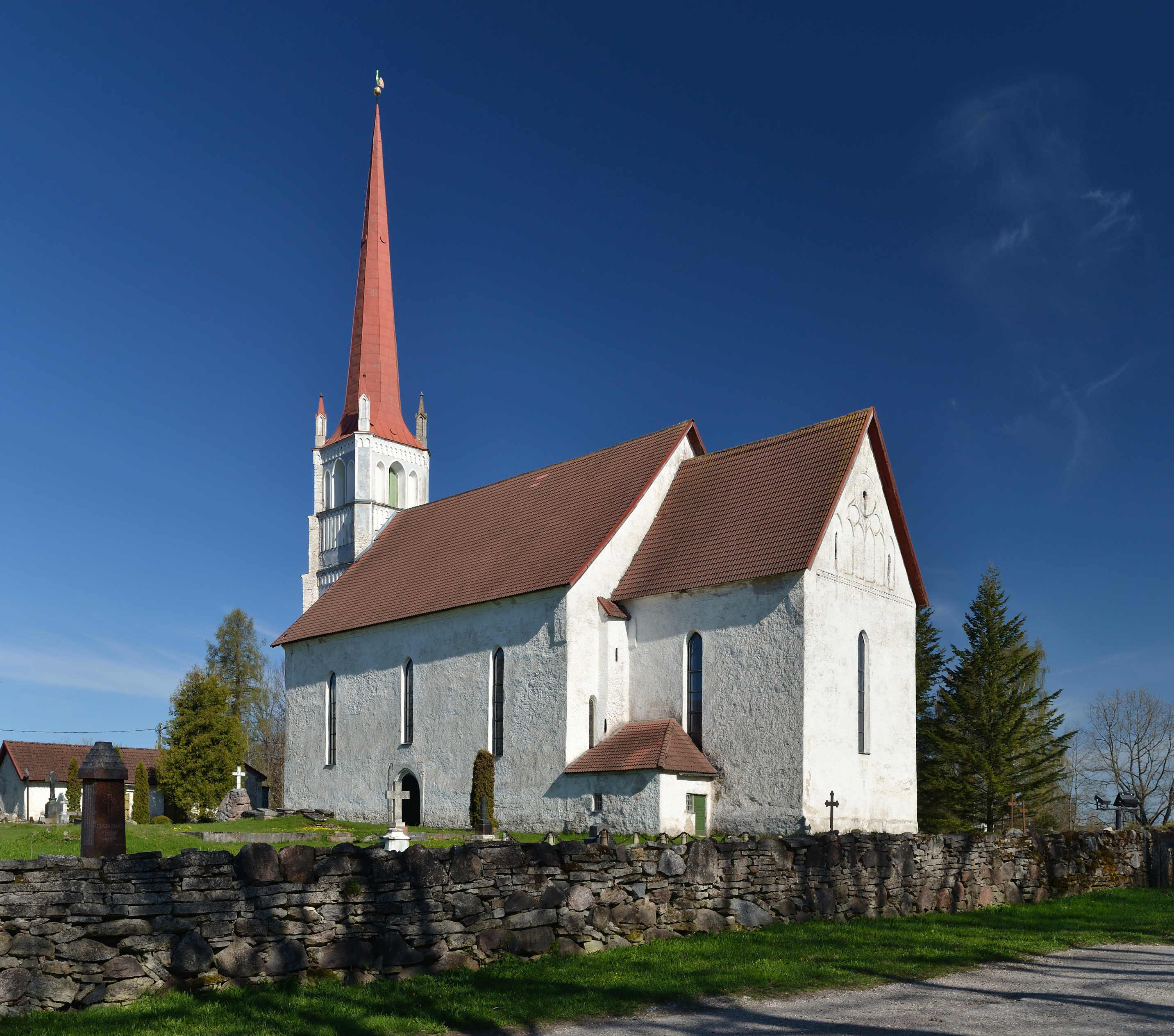

En 1347 Türi es mencionada por primera vez en un documento histórico con el nombre de Turgel.
En 1687 se establece en la localidad la primera escuela.
En 1900 entra en funcionamiento la línea ferroviaria que une Viljandi con Tallin que pasa por Türi que ejerce de estación ferroviaria de Paide, la capital del condado, situada a 7 kilómetros. Además se instala una fábrica de celulosa. Desde 1917 Türi se convirtió en una ciudad con mercado por lo que experimento cierta prosperidad económica.
En 1924 se inaugura la primera escuela de educación secundaria la Türi Horticultural Gymnasium. 
En 1926 Türi consiguió los derechos de Ciudad.
Desde 1937 a 1941 Türi alberga la principal estación de la Radio estonia que era una de las más modernas de Europa, el poste que transmitía las ondas tenía 196.6 metros de altura, en 1941 fue destruida por el ejército rojo. 
Gran parte de la ciudad fue destruida en la Segunda Guerra Mundial, durante el verano de 1941 cuando la ciudad se hallaba en pleno frente.
Durante la ocupación soviética de Estonia la ciudad se reconstruyó y experimento un nuevo crecimiento económico. Desde 1950 a 1959 la ciudad se convierte en la capital del condado de Türi.
En 1995 se inaugura el museo de Türi.
En 1997 se abre el Türi College de la Universidad de Tartu para el estudio de las ciencias medioambientales.
En 2000 Mart Laar, el primer ministro de Estonia, declara el municipio la capital de la primavera de Estonia.

## Geografía
La población se encuentra dentro del término del municipio rural de Türi del que es su centro administrativo.
Un tercio de la ciudad está cubierta por parques y zonas verdes, destacando el parque de Lokuta creado en la segunda mitad del siglo XIX. 
El río Pärnu bordea la ciudad por su extremo este. Además la localidad cuenta con un lago artificial de 7,7 hectáreas, el lago de Türi (Türi järv), que se ha convertido en un interesante polo de atracción para los visitantes. El lago construido en 1990 posee una isla y una piscina exterior.

## Clima
| Parámetros climáticos promedio de Haapsalu | Parámetros climáticos promedio de Haapsalu | Parámetros climáticos promedio de Haapsalu | Parámetros climáticos promedio de Haapsalu | Parámetros climáticos promedio de Haapsalu | Parámetros climáticos promedio de Haapsalu | Parámetros climáticos promedio de Haapsalu | Parámetros climáticos promedio de Haapsalu | Parámetros climáticos promedio de Haapsalu | Parámetros climáticos promedio de Haapsalu | Parámetros climáticos promedio de Haapsalu | Parámetros climáticos promedio de Haapsalu | Parámetros climáticos promedio de Haapsalu | Parámetros climáticos promedio de Haapsalu |
| Mes                                        | Ene.                                       | Feb.                                       | Mar.                                       | Abr.                                       | May.                                       | Jun.                                       | Jul.                                       | Ago.                                       | Sep.                                       | Oct.                                       | Nov.                                       | Dic.                                       | Anual                                      |
| ------------------------------------------ | ------------------------------------------ | ------------------------------------------ | ------------------------------------------ | ------------------------------------------ | ------------------------------------------ | ------------------------------------------ | ------------------------------------------ | ------------------------------------------ | ------------------------------------------ | ------------------------------------------ | ------------------------------------------ | ------------------------------------------ | ------------------------------------------ |
| Temp. máx. media (°C)                      | -3                                         | -2                                         | 2                                          | 11                                         | 16                                         | 19                                         | 23                                         | 22                                         | 16                                         | 9                                          | 2                                          | -2                                         | 9.4                                        |
| Temp. mín. media (°C)                      | -6                                         | -7                                         | -6                                         | 1                                          | 5                                          | 8                                          | 12                                         | 11                                         | 6                                          | 3                                          | -1                                         | -5                                         | 1.8                                        |
| Fuente: MSN.com 2008                       |                                            |                                            |                                            |                                            |                                            |                                            |                                            |                                            |                                            |                                            |                                            |                                            |                                            |

## Demografía
- Evolución de la población:

| Población | 6.862 | 6.324 | 6.299 | 6.262 | 6.220 | 6.174 | 6.147 |
- Nacionalidad y lengua materna:

| Nacionalidad y lengua materna en Türi | Nacionalidad y lengua materna en Türi | Nacionalidad y lengua materna en Türi | Nacionalidad y lengua materna en Türi |
| Habitantes por nacionalidad           | Habitantes por nacionalidad           | Hablantes por lengua materna          | Hablantes por lengua materna          |
| Nacionalidad                          | Habitantes                            | Idioma                                | Hablantes                             |
| ------------------------------------- | ------------------------------------- | ------------------------------------- | ------------------------------------- |
| Estonios                              | 6.214                                 | Estonio                               | 5.900                                 |
| Rusos                                 | 24                                    | Ruso                                  | 265                                   |
| Ucranianos                            | 3                                     | Ucraniano                             | 72                                    |
| Bielorrusos                           | 0                                     | Bielorruso                            | 3                                     |
| Lituanos                              | 1                                     | Lituano                               | --                                    |
| Finlandeses                           | 2                                     | Finés                                 | 28                                    |
| Letones                               | 6                                     | Letón                                 | 6                                     |
| Otras                                 | 2                                     | Otros                                 | 27                                    |
| Sin definir                           | 55                                    | Sin identificar                       | 23                                    |
| Desconocida                           | 18                                    |                                       |                                       |

## Lugares de interés
- Museo de Türi (Türi Muuseum), inaugurado en 1995 alberga una exposición permanente sobre la historia de la ciudad desde sus inicios hasta 1940. Entre otras se muestra la historia del ferrocarril que llegó a la ciudad en 1900, y la evolución de la industria en la zona basada principalmente en la antigua fábrica de papel.

- El museo estonio de radiodifusión (Eesti Ringhäälingumuuseum) fue abierto en 1999, en él se recorre la historia de la radio y la televisión de Estonia a partir de su comienzo en 1926 hasta la actualidad.

- La iglesia de Türi (Türi Kirik) se comenzó a construir a finales del siglo XIII. El púlpito del año 1630 y el rico retablo barroco del altar del año 1693 son dos piezas de importancia del arte estonio. La torre data de 1867. Se cree que la zona en la que se encuentra situada la iglesia era en época precristiana un lugar de culto donde los antiguos noruegos adoraban a Tor.

- La hacienda de Lokuta es una edificación, enclavada en el parque homónimo, de estilo clasicista construida en los años cuarenta del siglo XIX. Durante el período soviético el edificio albergó una escuela de primaria y hoy día se utiliza como guardería.

Además debido a que posee el título de capital de primavera de Estonia, la localidad ofrece un gran número de actos culturales desde el 20 de marzo al 20 de mayo, entre los que se encuentra la Fiesta de las flores.

## Hermanamientos
Türi forma parte del Douzelage, el plan europeo de hermanamiento entre diversas ciudades de países integrantes de la Unión Europea:
- Altea, España
- Bad Kötzting, Alemania
- Bellagio, Italia
- Bundoran, Irlanda
- Chojna, Polonia
- Granville, Francia
- Holstebro, Dinamarca
- Houffalize, Bélgica
- Judenburg, Austria
- Karkkila, Finlandia
- Kőszeg, Hungría
- Marsascala, Malta
- Mersen, Países Bajos
- Niederanven, Luxemburgo
- Oxelösund, Suecia
- Préveza, Grecia
- Prienai, Lituania
- Sesimbra, Portugal
- Sherborne, Reino Unido
- Sigulda, Letonia
- Siret, Rumanía
- Sušice, República Checa
- Zvolen, Eslovaquia

Además, también está hermanado con:
- Åmål, Suecia
- Frogn, Noruega
- Grenaa, Dinamarca
- Loimaa, Finlandia